# 양조장
양조장(釀造場)은 양조를 하는 공장이다. 술 (브루어리, 와이너리), 식초, 간장 등 다양한 제품이 될 수 있다.